# Zuni (raket)
Zuni är ett amerikanskt raketvapen som utvecklades av vapenforskningsstationen i China Lake under 1950-talet. Zuni-raketen är uppkallad efter Zunifolket, en grupp puebloindianer i västra New Mexico.

## Utveckling
Zuni-raketen utvecklades för att ersätta både HVAR-raketen mot markmål och FFAR-raketen mot luftmål. Den fick därför samma diameter (127 mm, 5 tum) som HVAR för att kunna bära en lika stor stridsladdning. Därmed blev den betydligt större än FFAR, men den var snabbare och mer träffsäker och kunde dessutom förses med zonrör vilket uppvägde att betydligt färre raketer kunde bäras per flygplan.
I likhet med FFAR har Zuni infällbara fenor som gör att den kan avfyras från en raketkapsel, vanligtvis en LAU-10 med tuber för fyra raketer. LAU-10 kan förses med strömlinjeformade skyddshuvar vilket ger mindre luftmotstånd än individuellt upphängda HVAR-raketer.
Som attackraket mot markmål var Zuni formidabel. Som jaktraket mot luftmål var den visserligen bättre än FFAR tack vare mindre spridning, större sprängladdning och möjligheten att förses med zonrör. Trots det var träffchansen ganska liten. Man valde därför att utveckla en variant med infraröd målsökare som kom att bli AIM-9 Sidewinder.
I slutet av 1970-talet ersattes motorn Mark 16 med den modernare Mark 71. Den har röksvagt drivmedel och bågformade fenor som i avfyringstuben ligger lindade runt kroppen i stället för att vara infällda likt bladet på en fällkniv. De nya fenorna har större yta vilket ger raketen bättre stabilitet.
MBDA har utvecklat en stridsspets med laserstyrning som förvandlar Zuni till en attackrobot.

## Användning
Zuni-raketer användes i stor utsträckning under Vietnamkriget eftersom de erbjöd en attraktiv kombination av sprängverkan och träffsäkerhet till ett lågt pris. Vid minst ett tillfälle har Zuni-raketer använts i luftstrid. Den 1 maj 1967 sköt överstelöjtnant Ted Swartz ner en nordvietnamesisk MiG-17 med en salva om tre Zuni-raketer varav en träffade flygplanet och totalförstörde det.
En av de värsta olyckorna under Vietnamkriget, branden ombord på USS Forrestal den 29 juli 1967, orsakades av en vådavfyrning av en Zuni. Raketen träffade en A-4 Skyhawk på flygdäck, slet upp bränsletanken och antände jetbränslet. John McCain satt i en A-4 intill men lyckades lämna sitt brinnande flygplan i tid, men 134 man dödades och 161 skadades. En annan olycka ombord på USS Enterprise den 14 januari 1969 orsakades också av en Zuni som detonerade efter att ha blivit oavsiktligt upphettad.
Zuni fanns fortfarande i inventariet hos USMC och USN in på 1990-talet och användes i mindre utsträckning under Kuwaitkriget. Användningen av Zuni-raketer har efter hand minskat till förmån för olika typer av precisionsstyrd ammunition.
| En Douglas A-4 Skyhawk från attackdivisionen VMA-324 Vagabonds avfyrar en Zuni-raket. |  | Förödelsen ombord på USS Forrestal efter den katastrofala branden 29 juli 1967. |
| En Douglas A-4 Skyhawk från attackdivisionen VMA-324 Vagabonds avfyrar en Zuni-raket. |  | Förödelsen ombord på USS Forrestal efter den katastrofala branden 29 juli 1967. |